# Eidmannella tuckeri
Eidmannella tuckeri is een spinnensoort in de taxonomische indeling van de holenspinnen (Nesticidae).
Het dier behoort tot het geslacht Eidmannella. De wetenschappelijke naam van de soort werd voor het eerst geldig gepubliceerd in 2001 door Cokendolpher & Reddell.